# Menophra syrdarjana
Menophra syrdarjana är en fjärilsart som beskrevs av Eugen Wehrli 1941. Menophra syrdarjana ingår i släktet Menophra och familjen mätare. Inga underarter finns listade i Catalogue of Life.